# Jerônimo Gueiros
Jerônimo de Carvalho Silva Gueiros, também conhecido como Jerônimo Gueiros, (Quipapá, 30 de setembro de 1880 – Recife, 7 de abril de 1953) foi um pastor, professor, jornalista, poeta e compositor cristão presbiteriano pernambucano. Foi deveras influente na Igreja Presbiteriana do Brasil no Nordeste, especialmente no Seminário Presbiteriano do Norte.

## Juventude
Filho de Francisco de Carvalho da Silva Gueiros e de Rita Francisca da Silva Gueiros, Jerônimo nasceu em Quipapá, em Pernambuco. Era o décimo de doze filhos. Residiu, no entanto, até seus quatro anos de idade no município de Pesqueira, no vilarejo de Salobro. Até os seis anos, residiu em Palmeira dos Índios. Somente em 1886 a Jerônimo, com sua família, retorna a Garanhuns.
Jerônimo estudou na Escola Estadual Dona Aninha, na Escola Estadual Professor Joaquim Correia e no Colégio Acioly. Sua vida consistia, desde o fim da escravatura trabalhava, juntamente com seu irmão Antônio de Carvalho Silva Gueiros, numa fábrica de cigarros, vivendo dissolutamente, até 1894.

## Presbiterianismo
Entrementes, em Glasgow, na Escócia, o congregacional Henry John McCall atende aos apelos do Rev. James Fanstone e apresenta-se como voluntário ao Help for Brazil, trabalho evangelístico protestante no Brasil, organizado por Sarah Poulton Kalley (viúva do Rev. Robert Reid Kalley, pioneiro nas missões protestantes no Brasil). O Rev. McCall chega no Brasil aos 12 de fevereiro de 1893, na cidade de Recife. Em maio de 1894, o missionário McCall fixa-se em Garanhuns, onde conhece aquela que viria a ser sua futura esposa (casaram-se em 1895), a também missionária Winona Evans, da Presbyterian Church of United States, que pertencia à Igreja Presbiteriana do sul dos Estados Unidos da América. McCall transferiu-se para a Igreja Presbiteriana, tornando-se pastor em 1897.
Ora, a chegada do missionário McCall foi um divisor de águas para Jerônimo Gueiros. Durante uma semana McCall pregou publicamente, de modo que Jerônimo, seu pai e seus irmãos deram ouvido às palavras do missionário, apesar da campanha de ataques contra McCall, promovida pelo padre católico Pedro Pacífico Barros Bezerra, que passara a afirmar que aquele era "inimigo de Deus e de Nossa Senhora." O referido padre afirmava que Satanás estava presente em Garanhuns e, quando o descrevia, descrevia-o como se descrevesse o próprio Henry McCall. Enfurecido, um grupo de mais de 200 pessoas, dentre as quais haviam jagunços, se uniram para destruírem o local de culto realizado por McCall, além de, juntamente com o delegado Belarmino da Costa Dourado, irem até onde o missionário se hospedava para proibir-lhe de pregar.
Durante uma das pregações, os Gueiros ouviam tanto o nome Deus que notaram que o pregador não era, como trombeteava o padre local, "inimigo de Deus." Ao chegar em casa, Jerônimo teria dito à sua mãe que acabara de descobrir que a salvação vinha somente por meio de "Nosso Senhor" (Sola Fide, Solus Christus), pelo que foi surpreendido com a resposta materna: "Filho, essa é a minha religião. Você não sabe que sempre fui devota de Nosso Senhor?" (anos antes, em Pesqueira, D. Rita havia recebido um exemplar do Novo Testamento). Deste modo, os primeiros Gueiros convertidos foram Jerônimo e sua mãe, D. Rita.
No entanto, McCall tão somente arou a terra do coração de Jerônimo, porque este somente se definiria como cristão protestante em 1895, por meio das pregações do missionário estadunidense George William Butler, pastor presbiteriano e médico. O Rev. Dr. Butler batizou Jerônimo aos 6 de janeiro de 1895.
Jerônimo sentiu-se vocacionado ao Ministério da Palavra e tratou de aprender inglês, além de tornar-se "pregador leigo, ao lado do presbítero Antônio Vera Cruz, como auxiliar do Rev. Butler. Desse trabalho de evangelização resultaram as igrejas de Catonho, Canhotinho, Cachoeira Dantas, Gileá e outras."
"Foi o primeiro aluno do que viria a ser o Seminário Presbiteriano do Norte. Aos 19 anos, foi eleito presbítero da igreja de Garanhuns e, no dia 15 de setembro de 1901, aos 21 anos, foi ordenado ao ministério pelo Presbitério de Pernambuco."
Casou-se aos 23 de dezembro de 1903 com Cecília Barbosa de Frias. Pouco tempo depois de haver contraído matrimônio, foi transferido para Natal, cidade em que permaneceu até 1909. Foi redator de "O Século" e veio a publicar artigos no "A Imprensa." Voltou a Garanhuns em janeiro de 1909, onde veio a iniciar o jornal "Norte Evangélico", que foi resultado da fusão de "O Século" com "Imprensa Evangélica."
Foi cofundador do Externato Natalense e a Escola Normal do Rio Grande do Norte, sendo que naquele primeiro estudou o Presidente da República João Café Filho (1899-1970). Ademais, reorganizou o Instituto Pestalozzi.
Em 1920, o então Presidente de Pernambuco (antiga nomenclatura para "governador"), o Dr. José Rufino Bezerra Cavalcanti convidou o Rev. Jerônimo a dirigir a Escola Normal de Recife.
Foi membro da diretoria do Seminário Presbiteriano do Sul, além de Reitor e professor do Seminário Presbiteriano do Norte. Em 1951, o Supremo Concílio da Igreja Presbiteriana do Brasil enviou-lhe uma saudação especial, em virtude de seu jubileu ministerial (1901-1951: 50 anos de pastorado), assinada por 45 presbíteros docentes e regentes.

## Morte
No fim de março de 1953, convocou o Conselho da Igreja e despediu-se, como se estivesse a pressentir a morte. Morreu, dias depois, em 7 de abril de 1953, em Recife, aos 73 anos. Foi compositor do célebre hino "A vinda do Senhor", adotado tanto na Igreja Presbiteriana do Brasil (e dissidentes, como a Igreja Cristã Maranata), por meio do Hinário Novo Cântico, quanto pela Igreja Batista, por meio do Hinário Cantor Cristão:
Como foi para o céu, Jesus Cristo há de vir
Quando o som da trombeta ecoar!
Quando a voz do arcanjo celeste se ouvir,
Eu irei com Jesus me encontrar.
Oh! Que dia glorioso esse dia há de ser,
[Soprano] Quando o som da trombeta ecoar!
[Outros] Quando o som da trombeta ecoar! Ecoar!
Quando Cristo, nas nuvens, tiver de descer
[Sopr. e Baixo] E, então, triunfante reinar!
[Contr. e Tenor] E, então, triunfante reinar! Sim reinar!
Nesse dia de glória, o meu corpo mortal
Semelhante ao de Cristo há de ser!
E já livre da morte, e já livre do mal,
A vitória de Cristo hei de ver.
Eu aqui, pela cruz, para o mundo morri,
Muita dor ’inda aqui sofrerei;
Minha vida com Cristo em meu Deus escondi,
E com Cristo eu, enfim, reinarei.
Vem Jesus, ó Senhor, vem depressa reinar!
Vem a paz e a justiça trazer!
Criação, povo teu, tudo almeja o raiar
Desse dia de glória e poder.
Este império do mal vem, Senhor, destruir!
Rei celeste, vem presto reinar.
Vem, ó sol da justiça, no mundo luzir.
Ó meu Rei, vem meu pranto estancar.

Deixou doze (12) filhos: "Esdras (advogado e ministro do Tribunal Federal de Recursos), Alda (esposa do pastor batista Adrião Bernardes, falecida antes que o pai), Neemias (brilhante advogado e professor de direito civil conhecido no exterior, tendo representado o Brasil na ONU, na área de direito comercial internacional), Rubem (funcionário do IBGE e assistente da diretoria da Mercedes Benz do Brasil, este é pai de Alexandre Rubem Milito Gueiros, ex-Embaixador, Vice-Presidente da Igreja Cristã Maranata, tendo sido Alexandre genro do segundo presidente da referida instituição, dissidente da Igreja Presbiteriana do Brasil]), Helena (esposa do médico Dr. Orlando de Vasconcelos), Álvaro (bancário no Rio de Janeiro), Jerocílio ([5º] governador do então Território do Rio Branco), Célia (esposa do advogado e industrial Nilson F. Coelho, da Bahia), Luci (casada com o advogado Evandro Gueiros Leite, ministro do Superior Tribunal de Justiça), Jenílio (funcionário do IBGE), Jerônimo Júnior (bancário no Rio de Janeiro) e Clarindo (gerente da Standard Oil no Rio de Janeiro)."
Seu último escrito foi o soneto intitulado "Prece Final": “Chegou da vida a hora tormentosa / Quando a procela agita o meu batel. / Estende-me, Senhor, mão poderosa! / Ampara-me nesta hora tão cruel! // Por mim já revelaste mão bondosa, / Salvando-me por Cristo, o Emanuel. / Atende, agora, a prece fervorosa / Que te ergo, angustiado, Deus fiel! // Permite-me acabar minha carreira, / E no combate ao mal prevalecer. / Concede-me que a fé eu guarde inteira / Até que o prêmio eu possa receber. // Extingue minha dor, minha canseira / Pois creio em teu amor e teu poder!"

## Homenagens
Em Abreu e Lima/PE, Campina Grande/PB e Garanhuns/PE, o Rev. Jerônimo Gueiros foi homenageado de modo que ganhou ruas com seu nome. Além disso, seu nome foi dado a escolas públicas em Canhotinho/PE, Garanhuns/PE e Natal.